# 松浦孝成
松浦 孝成（まつうら たかのり、1965年 - ）は東京都出身のリコーダー奏者。

## 経歴
リコーダーを山岡重治に師事、笛全般を守安功師事する。第5回全日本リコーダーコンテスト独奏部門で金賞を受賞。東京都立清瀬高等学校を経て、専修大学文学部を卒業後、国内外でジャンル、スタイルにとらわれない演奏活動を行う。演奏活動のほかにも、テレビ、ラジオの出演、各種レコーディング、各地のセミナーの講師など、多彩な方面で活動している。
海外での活動も多く、主な公演としては、語り部と共にインドネシア、マレーシア、インドにおける国際交流基金派遣公演、東京リコーダーオーケストラで台湾、韓国公演、DuoBRESSAN（早崎靖典とのコンビ）で韓国・ドイツ公演を行う。特に2004年からは、毎年DuoBRESSANでドイツツアー（ベルリン、ハンブルク、ライプツィヒ、ドレスデンなど）を行っている。

## 所属
- スーパーリコーダーカルテット
- 創作竹楽器グループ“竹鼓舌”（ちこたん）
- リコーダーデュオ“BRESSAN”（ブレッサン）　同人
- 東京リコーダー協会講師
- アンサンブル“アクアレーラ”